# 摩根 (犹他州)
摩根（英文：Morgan），是美国犹他州摩根县下属的一座城市。建市于 1860年，面积大约为3.21平方英里（8.3平方公里），海拔约为5,069英尺（1,545米）。根据2010年美国人口普查，该市有人口3,687人。